# Cuisine régionale chinoise
 (septembre 2019).
Si vous disposez d'ouvrages ou d'articles de référence ou si vous connaissez des sites web de qualité traitant du thème abordé ici, merci de compléter l'article en donnant les références utiles à sa vérifiabilité et en les liant à la section « Notes et références ».
Les cuisines régionales chinoises correspondent aux cuisines présentes dans les différentes régions de Chine, ainsi que dans les grandes communautés chinoises à l'étranger. 
Ces styles régionales diffèrent les uns des autres en raison de divers facteurs : ressources disponibles, climat, géographie, histoire, techniques de cuisson, mode de vie. La cuisine du Jiangsu, par exemple, privilégie le braisage tandis que la cuisine du Sichuan opte pour la cuisson à feu doux.

## Huit grandes cuisines régionales
Historiquement, les Quatre Grandes Cuisines (四大菜系) de la cuisine chinoise sont Chuan, Lu, Yue et Huaiyang (Su) et correspondent respectivement à l'ouest, au nord, au sud et à l'est du pays. Avec les années, ces traditions se sont vu augmentées au nombre de huit (八大菜系).

### Shandong (Lu)

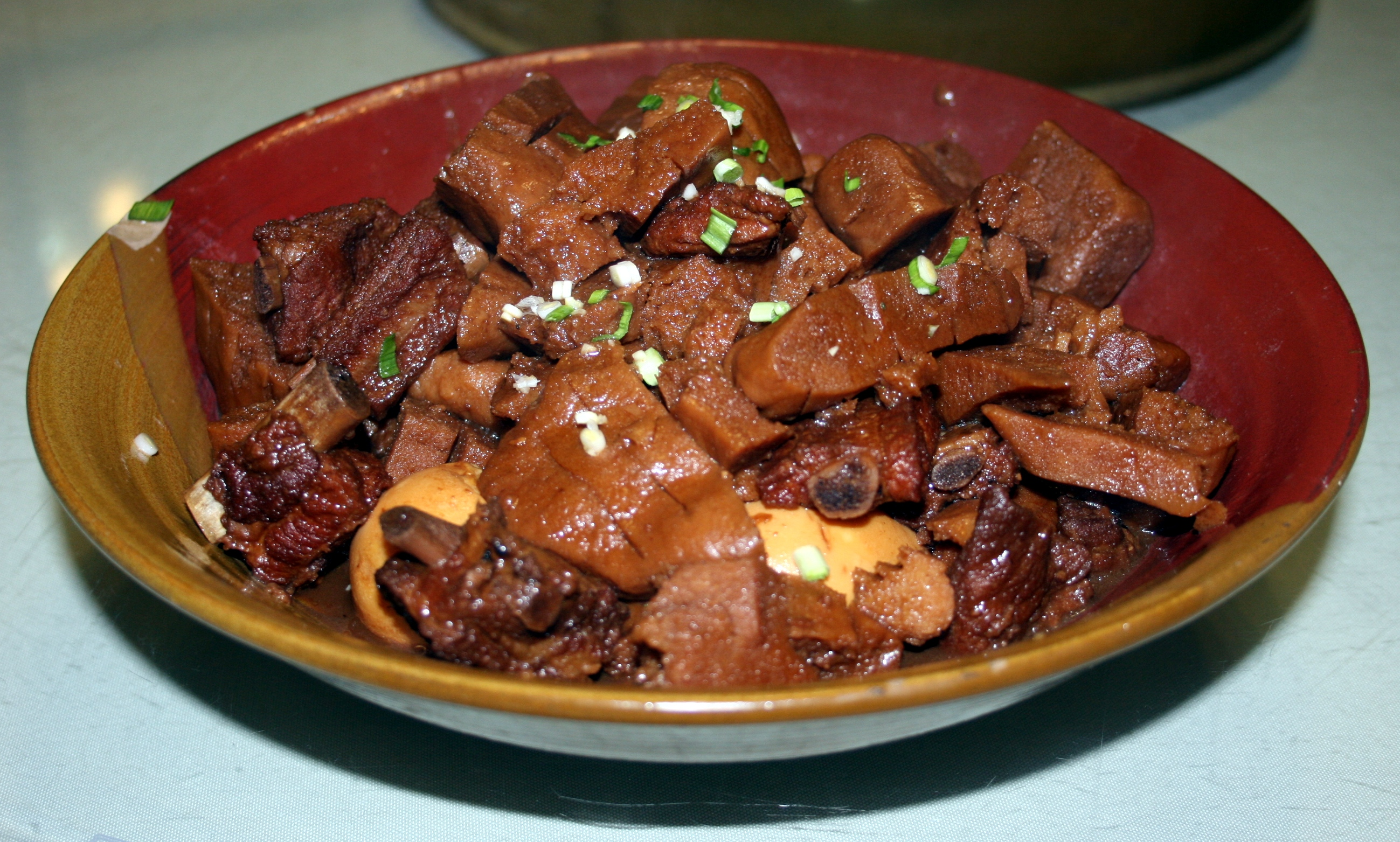
Côtes de porc braisées

La cuisine du Shandong (鲁菜) est communément appelée « cuisine Lu ». C'est le style de cuisine qui a été longuement plébiscité par les dynasties impériales, telles que les Ming et les Qing.
Cette cuisine propose une variété de techniques de cuisson et utilise beaucoup de poissons et autres produits de la mer. Les plats typiques sont d'ailleurs l'ormeau braisé, les concombres de mer braisés, la carpe à la sauce aigre-douce, les intestins de porc braisés ainsi que le poulet Dezhou (poulet mariné tirant son nom de la ville de Dezhou).

### Sichuan (Chuan)

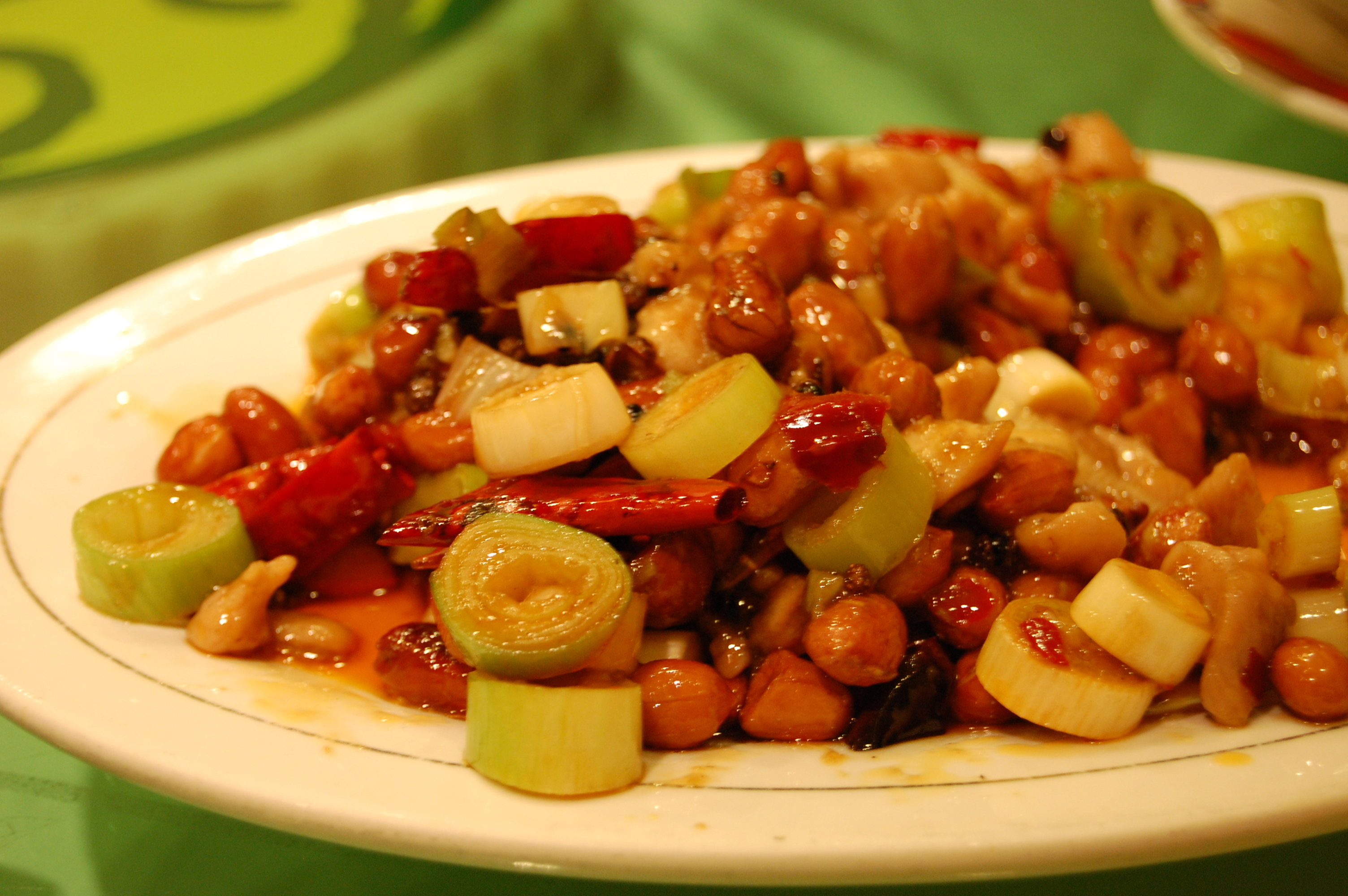
Le poulet kung pao est un plat célèbre du Sichuan.

La cuisine du Sichuan (川菜) est réputée pour son côté très épicé et relevé, dû notamment à l'utilisation du célèbre poivre noir de Sichuan, de l'ail et des piments. Les cacahuètes, la pâte de sésame ainsi que le gingembre sont d'autres ingrédients très utilisés.

### Guangdong (Yue)

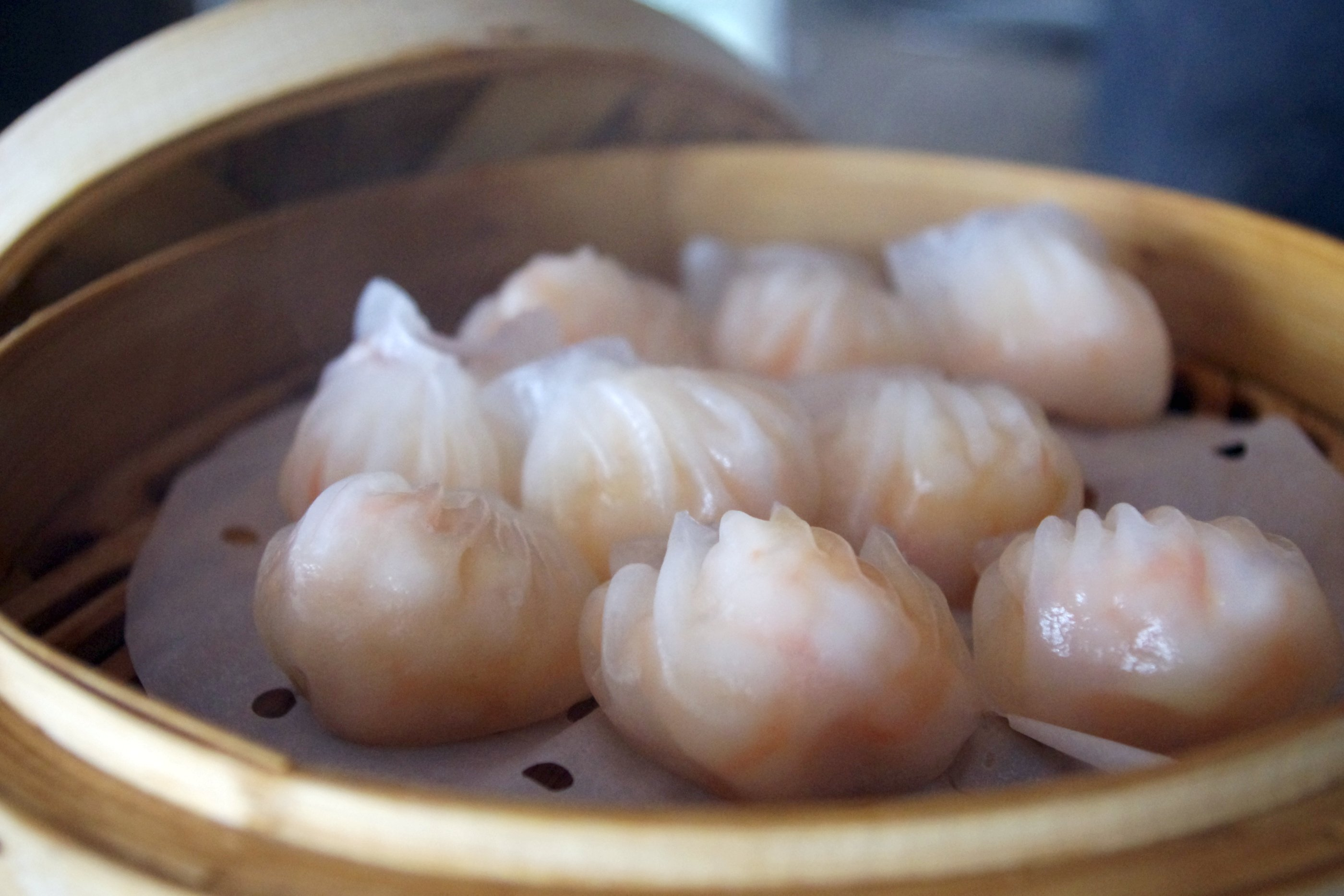
Les raviolis aux crevettes har gow sont un plat de dimsum cantonais classique.

La cuisine du Guangdong (粤菜) est basée sur les dimsum, un terme cantonais désignant des petites bouchées consistantes. Ces petites portions de nourriture peuvent être frites, cuites à la vapeur ou servies en ragoût. Les mets les plus populaires sont des cuisses de grenouille à la vapeur avec feuille de lotus, des œufs cuits à la vapeur, du pigeon mariné et frit, du porc sauce aigre-douce, du porc au caramel, du tong sui (soupe de haricots rouges), des travers de porcs cuits à la vapeur servis avec des haricots noirs fermentés et des piments.

### Jiangsu (Su)
La cuisine du Jiangsu (苏菜) est l'une des quatre principales cuisines chinoises. Les plats populaires sont les raviolis de crabe en soupe, les raviolis frits, les raviolis à la vapeur, le riz frit style Yangzhou (ou riz cantonais), les petits pains farcis aux légumes puis cuits à la vapeur, la bouillie aux œufs de cent ans et au porc, le poulet à la pastèque, l'anguille croustillante, le poisson mandarin, les boulettes de porc et de crevettes, les travers de porc et le gâteau millefeuille.

### Fujian (Min)

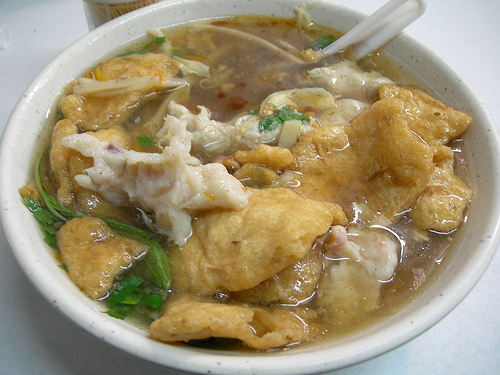
Un bol de soupe épaisse du Fujian.

La cuisine du Fujian (闽菜) est très influencée par la position géographique de cette province entre mer et montagne. La région produit ainsi beaucoup de fruits de mer (anguilles, coquillages, seiches, concombres de mer).
La cuisine du Fujian se décline en trois principaux styles : le style Fuzhou (léger avec de larges saveurs aigres-douces), le style Minxi (épicé avec des méthodes de cuisson à la vapeur ou de friture rapide) et le style Quanzhou (moins d'huile mais davantage de saveurs).

### Zhejiang (Zhe)
La cuisine du Zhejiang (浙菜) est originaire d'une province côtière au sud de Shanghai. Quatre styles majeurs composent cette cuisine, issus tous de différentes villes :
- le style Hangzhou, caractérisé par l'utilisation de pousses de bambou
- le style Shaoxing, caractérisé par la cuisine de volailles et de poissons d'eau douce
- le style Ningbo, spécialisé dans les fruits de mer
- le style Shanghai

### Hunan (Xiang)

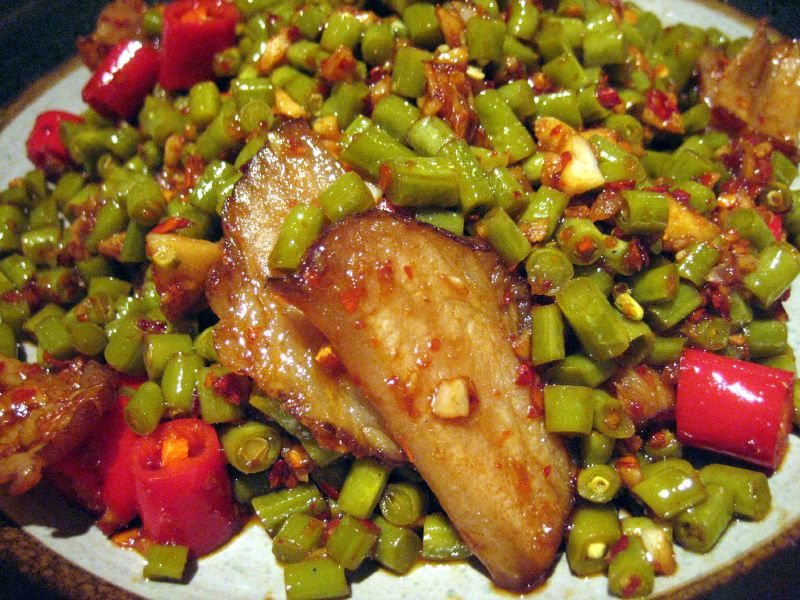
Jambon du Hunan avec haricots verts marinés.

La cuisine du Hunan (湘菜, xiāngcài) est connue pour ses saveurs épicées, sa fraîcheur et son utilisation de la couleur des mets. Elle privilégie les ragoûts, les fritures, la cuisson à l'étouffée et le fumage. Les produits agricoles de la région sont très abondants et variés. L'emploi de nombreux ingrédients, notamment des piments et de viande salée et fumée, les plats épais et de couleur foncée et les goûts savoureux, l’aigre, le piquant et la tendreté caractérisent la cuisine du Hunan.
Connue pour son utilisation généreuse des piments, civettes et ail, la cuisine de Hunan se distingue de la cuisine du Sichuan, à laquelle elle est souvent comparée, par son côté épicé « sec » (干辣, gānlà) ou pur, c’est-à-dire sans l’effet engourdissant provoqué par le poivre du Sichuan.
Les plats représentatifs de la cuisine du Hunan sont le poulet sauté de Dong'an, le poulet aux épices, les cuisses de grenouille pimentées et épicées, le bœuf à l'écorce d'orange, le hongshao rou (poitrine de porc caramélisée et cuite dans de la sauce soja), le porc braisé rouge, les crevettes au riz croustillant et le tofu puant.

### Anhui (Hui)
La cuisine de l'Anhui (徽菜, huīcài) tire ses origines de la cuisine traditionnelle de la région des monts Huang, une province à l'est du pays. Cette cuisine utilise beaucoup d'herbes aromatiques, de légumes, de pousses de bambou et de champignons.

## Autres styles
De nombreuses autres régions et groupes ethniques avec des plats et des styles uniques sont représentés en Chine, certains styles peuvent être compris ou non dans les huit grandes cuisines régionales.

### Pékin (Jing)
La cuisine de Pékin (京菜, jīngcài) est reconnue car Pékin est la capitale chinoise mais aussi pour ses plats imprégnés de la culture impériale.

### Shanghai (Hu)
La cuisine de Shanghai (沪菜) est connue pour ses brioches shanghaiennes. Elle est considérée parfois comme faisant partie de la cuisine de Jiangsu.

### Hubei (E)
La cuisine du Hubei (鄂菜) comporte un grand nombre de plats de poissons d'eau douce et de lotus, dans cette région de lacs traversé par le Yangzi Jiang.

### Yunnan
La province du Yunnan, créée en 1274 a été intégrée à la Chine par les Mongols, fondateurs de la dynastie Yuan, lors de leur conquête du royaume de Dali en 1253. En tant que province la plus diversifiée sur le plan géographique, ethnique et culturel de la Chine moderne, elle propose naturellement une grande variété de cuisines.

## Cuisines des minorités ethniques
En plus de la richesse des cuisines régionales han, les différentes minorités ethniques possèdent leurs propres cuisines, qui font des particularités culinaires dans leurs régions respectives.

### Mongolie-intérieure
La cuisine mongole est très carnée, de la viande très grasse pour tenir les hivers rudes, avec principalement de l'agneau et des laitages (yaourt, alcool de lait (airag), bonbons au lait), mais aussi, selon les régions, du cheval, du chameau ou du yack et leurs laitages. Le millet y a longtemps été la principale céréale pour produire des pains, raviolis ou brioches fourrées (booz). On y fait également différents beignets dont, par exemple, des beignets de pissenlit à Hailar, à l'est.

### Ningxia
La cuisine des Hui est une composante importante de la région autonome Hui du Ningxia, mais également des régions autonomes et provinces voisines où ils sont en grand nombre. Les lamian de Lanzhou (province du Gansu), sont certainement le plat de leur cuisine le plus connu autour du monde. Les biang biang mian (Xi'an, province du Shaanxi) sont connues principalement pour le caractère chinois le plus complexe,  avec ses 57 traits ( 42 en chinois simplifié), qu'a créé leur inventeur pour les dénommer.

Caractère Biang, et ses 57 traits.

### Tibet
La cuisine tibétaine est traditionnellement servie avec des baguettes en bambou, contrairement aux autres cuisines himalayennes, mangées à la main. De petits bols à soupe sont utilisés et les Tibétains les plus riches mangeaient dans des bols en or et en argent.
Elle est répartie en quatre cuisines, la cuisine qiang au nord-ouest, la cuisine de l'Ü-Tsang au Tibet central, la cuisine rong à Nyingchi et la cuisine de cour.

### Xinjiang
La cuisine du Xinjiang reflète les nombreux groupes ethniques de la région et se réfère particulièrement à la cuisine ouïghoure.
Les ingrédients principaux sont le mouton grillé, les brochettes, le poisson grillé et le riz. En raison des populations en grande partie musulmanes (Ouïghours, Kazakhs, Ouzbeks, Tadjiks, Hui), la nourriture est principalement halal. Certaines cultures comme les Oïrats (Mongols) ou les Xibe (Toungouses mandchous), pratiquant le bouddhisme tibétain (branche du vajrayāna), le tengrisme ou un syncrétisme entre les deux y ont traditionnellement d'autre type d'alimentation.